# Sieglinde Prell
Sieglinde Prell (* 18. Februar 1953) ist eine ehemalige deutsche Tischtennisspielerin. Sie nahm an der Weltmeisterschaft 1969 teil.

## Werdegang
Prells Talent für Tischtennis wurde entdeckt und gefördert von Hans Natterer, dem Mitbegründer des Vereins VSC 1862 Donauwörth, dem Prell fortan angehörte. 1968 gewann sie bei den Bayerischen Jugend-Meisterschaften den Titel im Einzel, zwei Jahre später im Doppel mit Petra Gassong. 1968/69 wurde sie zusammen mit Petra Gassong Zweite im Doppel und mit R.Sitzmann Zweite im Mixed bei den Deutschen Jugendmeisterschaften, ein Jahr später siegte sie im Doppel mit Monika Kneip. 1969 erreichte sie bei den Erwachsenenmeisterschaften von Bayern alle Endspiele. Bei diesem Wettbewerb holte sie bis 1973 insgesamt 10 Titel. Im Mixed mit Martin Ness siegte sie 1970 und 1972 bei den Süddeutschen Meisterschaften und 1971 mit Heidi Müller im Doppel. Mit der gleichen Partnerin hatte sie schon 1969 das Doppel-Halbfinale bei den nationalen deutschen Meisterschaften erreicht.
1969 wurde Prell für die Individualwettbewerbe der Weltmeisterschaft nominiert. Im Einzel setzte sie sich gegen Nadia  EL-Hady (Ägypten) durch und verlor dann gegen die Niederländerin Veronique Van der Laan. Das Doppel mit Edit Buchholz scheiterte nach Freilos an Asta Godrajtite/Petra Stephan (UdSSR/DDR).
Mit der Damenmannschaft des VSC 1862 Donauwörth stieg Prell 1973 als Meister der Oberliga Süd in die damals zweigeteilte Bundesliga auf. 1975 beendete sie ihre Laufbahn als Leistungssportlerin.

## Privat
Sieglinde Prell arbeitete als Sportlehrerin. Sie war verheiratet mit Peter Werner, einem Fußballspieler von Bayern München. Bis 2019 lebte sie in München, seitdem in Donauwörth.